# Ulf Nordfjell
Ulf Christer Nordfjell, född 25 mars 1948 i Bjurholm, är en svensk landskapsarkitekt. Han har belönats för sina trädgårdar och offentliga rum.

## Parker
- Skellefteå stadspark[3]

## Priser
- 1996 Sienapriset
- 2000 Ulla Molins minnesfond, tillsammans med Lars Krantz [4]
- 2002 Gröna Pennpriset [5]
- 2007 guldmedalj Chelsea Flower Show för En hyllning till Linné i klassen Show Gardens. [6]
- 2009 guldmedalj och best-in-show Chelsea Flower Show. [7]